# TECHNODON REMIXES II
『TECHNODON REMIXES II』（テクノドン・リミクシーズ・ツー）は、YMOのリミックス・アルバム。1993年7月14日にEASTWORLD/東芝EMIよりリリースされた。

## 制作
1993年6月10日と11日に開催された東京ドーム公演直後にリリースされた本作は、同年に発表されたオリジナル・アルバム『テクノドン』に収録されている楽曲から、4曲を抜粋してリミックスされた作品となっており、全曲を通してイギリスのテクノユニットであるジ・オーブが担当した。

## リリース
1993年7月14日に東芝EMIのEASTWORLDレーベルよりCDでリリース。
2020年4月22日に『TECHNODON REMIXES I』と本作をSHM-CD 1枚にコンパイルした『TECHNODON REMIXES I&II』として、デジタルリマスターが施され再リリース。2024年12月11日よりサブスクリプション配信されているアルバムもこの仕様となっている。

## 批評
| 専門評論家によるレビュー | 専門評論家によるレビュー |
| レビュー・スコア         | レビュー・スコア         |
| 出典                     | 評価                     |
| ------------------------ | ------------------------ |
| CDジャーナル             | 肯定的                   |

- 音楽情報サイト『CDジャーナル』では、ジャケットとアルバムの完成度の高さに「『テクノドン』より、よっぽどテクノぽくてカッコいいし。YMO負けてるぞ」と指摘し、リミックスに関しては「どんなふうにヤっちゃっても文句はいわさんという感じ。ヘンに尊敬してないのがイイのかしら」と肯定的に評価している[3]。

## 収録曲
| #         | タイトル                                              | 作詞               | 作曲               | リミックス | 時間  |
| --------- | ----------------------------------------------------- | ------------------ | ------------------ | ---------- | ----- |
| 1.        | 「WATERFORD」(A 23 DIVERSION)                         | 坂本龍一、高橋幸宏 | 坂本龍一、高橋幸宏 | ジ・オーブ | 12:05 |
| 2.        | 「WATERFORD」(A 303 ONE LANE CLOSE)                   | 坂本龍一、高橋幸宏 | 坂本龍一、高橋幸宏 | ジ・オーブ | 12:18 |
| 3.        | 「HI-TECH HIPPIES」(GROUND PLAN FOR PERFECTION MIX)   | YMO                | YMO                | ジ・オーブ | 10:05 |
| 4.        | 「HI-TECH AMBIENCE」(ARIEL IMPLOSION MIX)             | YMO                | YMO                | ジ・オーブ | 7:10  |
| 5.        | 「NANGA DEF?」(HOPE YOU CHOKE ON YOUR WHALE MEAT MIX) | 坂本龍一           | YMO                | ジ・オーブ | 6:08  |
| 合計時間: | 合計時間:                                             | 合計時間:          | 合計時間:          | 合計時間:  | 47:46 |

## 曲解説
1. WATERFORD (A 23 DIVERSION)
2. WATERFORD (A 303 ONE LANE CLOSE)
3. HI-TECH HIPPIES (GROUND PLAN FOR PERFECTION MIX)
4. HI-TECH AMBIENCE (ARIEL IMPLOSION MIX)
5. NANGA DEF? (HOPE YOU CHOKE ON YOUR WHALE MEAT MIX)

## スタッフ・クレジット

### YMO
- 細野晴臣
- 坂本龍一
- 高橋幸宏

### レコーディング・メンバー
- アレックス・パターソン
- クリス・ウェストン（英語版）
- ニック・バートン（「WATERFORD (A 23 DIVERSION)」）

### スタッフ
- ティム・ラッセル - エンジニア
- レイ・スタッフ（英語版） - マスタリング
- デザイナーズ・リパブリック - アートデザイン

## リリース履歴
| No. | 日付          | 国名 | レーベル                 | 規格   | 規格品番  | 最高順位 | 備考                                                            |
| --- | ------------- | ---- | ------------------------ | ------ | --------- | -------- | --------------------------------------------------------------- |
| 1   | 1993年7月14日 | 日本 | EASTWORLD/東芝EMI        | CD     | TOCT-8070 | 18位     |                                                                 |
| 2   | 2020年4月22日 | 日本 | ユニバーサルミュージック | SHM-CD | UPCY-7669 | -        | 『I』と本作をまとめた『TECHNODON REMIXES I&II』としてのリリース |